# Iraks flagga
Iraks flagga är en trikolor i de panarabiska färgerna svart, vitt och rött. Det mellersta vita fältet innehåller inskriptionen allāhu akbar ("Gud är större") i grönt. Dagens flagga antogs den 22 januari 2008 och har proportionerna 2:3.

## Nuvarande flagga
Irakiska flaggan är en interimsflagga som antogs av den irakiska regeringen i början av 2008. Den bygger på liknande flaggor som fungerat som irakiska nationsflaggor under 1900-talet, men skiljer sig från de tidigare genom att den saknar de tre stjärnor i det vita bandet som funnits i Iraks flagga sedan 1963.
Eftersom flaggan innehåller arabisk text och arabiska läses från höger till vänster, anses flaggans "framsida" (som här visas) vara den som man ser när flaggstången är till höger om flaggan från åskådaren räknat. Detta gäller alla flaggor med text som läses från höger till vänster, till exempel Irans och Saudiarabiens nationsflaggor.

## Tidigare flaggor
Det moderna Irak skapades 1921 efter att det osmanska riket upplösts i samband med första världskrigets slut. Den flagga den nya statsbildningen antog byggde på arabiska revoltens flagga, som även fungerat som förebild för ett flertal andra arabiska länders flaggor.

### 1921–1959

1921-1959

Kungadömet Iraks flagga antogs 1921 och var en horisontell svart-vit-grön trikolor. En röd trapetsoid (i vissa varianter en triangel) med två vita stjärnor utgick från innerkanten. Stjärnornas sammanlagt fjorton uddar representerade kungadömets fjorton provinser.

### 1959–1963

1959-1963

Året efter Qassims revolution år 1958 (då kung Faisal II störtades och monarkin avskaffades) antogs en ny flagga. Den nya flaggan hade samma färger, men denna trikolor var vertikal och mittfälten pryddes av en röd stjärna med åtta uddar och en gul cirkel i mitten.

### 1963–1991

1963-1991

En ny flagga infördes i juli 1963 efter att Qassims regering störtats. De tre stjärnorna infördes inför en föreslagen union med Syrien och Egypten, vilkas flaggor hade två stjärnor på motsvarande plats (se Syriens flagga). Tanken var att dessa två länder skulle införa ytterligare en stjärna på deras flaggor om unionen blivit bestående.

### 1991–2004

1991-2004

Saddam Hussein införde takbīr (orden allāhu akbar) på flaggan den 14 januari 1991 under Kuwaitkriget. De tre stjärnorna sades nu symbolisera orden i Baathpartiets motto: Enighet, frihet, socialism. Vissa källor hävdar att skriften på flaggan är utförda i Saddam Husseins egen handstil.

### 2004–2008

2004-2008

Även om flaggan inte officiellt ändrades, ersattes den av en modifierad variant i mitten av 2004 (med den arabiska skriften i stiliserad kufisk stil). En ny variant där de tre stjärnorna tagits bort antogs den 22 januari 2008 såsom interimsflagga. Stjärnorna hade ursprungligen varit en symbol för Iraks stöd för panarabismen men senare omtolkats till att stå för Saddam Husseins parti, Baath-partiet.

## Kontroversen kring flaggan år 2004

Ej antaget föreslag till ny flagga för Irak (2004)

Den ockuperade övergångsregeringen presenterade den 26 april 2004 en ny flagga för Irak, framtagen av irakiern Rifat Chadirji. Flaggan var vit med ett tredelat (blått-gult-blått) band längs flaggans nederkant. De två blå fälten symboliserade floderna Eufrat och Tigris och det gula symboliserade den kurdiska minoriteten. I mitten av flaggan placerades en blå halvmåne som symbol för islam.
Flaggans blå-vita färger var omdiskuterade i Irak på grund av dess likheter med Israels flagga och den assyriska flaggan vars blå och röda ränder alltid symboliserat floderna Tigris och Eufrat. En del kritiserade det faktum att de traditionella panarabiska färgerna utelämnats.
Kontroverser angående flaggans upphovsman skapades också. Chadirji var lillebror till Naseer al-Chaderchi som satt i övergångsregeringen. Anklagelser om svågerpolitik varvades med anklagelser om att upphovsmannens vistelse i London sedan 1980-talet hade fjärmat honom från den irakiska kulturen.
Efter kontroverserna kring den blå-vita flaggan ser det ut som den föreslagna flaggan helt övergivits av såväl allmänheten som myndigheterna. (Den modifierade varianten av 90-talets irakiska flagga syns i bakgrunden på ceremonin vid Iraks överlämnande i denna CNN-artikel.)